# Conflit du bœuf aux hormones
Le conflit du bœuf aux hormones est un conflit commercial, entre les États-Unis et le Canada d'une part et l'Union européenne d'autre part, sur les normes sanitaires de l'utilisation des hormones de croissance artificielles pour la production de viande bovine. L'importation de viande de bœuf ayant un traitement aux hormones est interdite par la Communauté économique européenne depuis 1989 pour des questions sanitaires, englobant tout type de viande bovine. Les administrations du Canada et des États-Unis qui ont légiféré en autorisant la pratique des hormones contestent les arguments sanitaires de la commission européenne qui justifie cette interdiction et conteste cette décision en la portant devant l'Organisation mondiale du commerce (OMC).

## Historique
Dans les années 1970, le diéthylstilbestrol, une hormone de synthèse, utilisé depuis les années 40, est petit à petit interdit tant pour l'usage thérapeutique chez l'homme, que pour un usage vétérinaire. À la suite de ce scandale, des associations de consommateurs demandent l'interdiction de viande utilisant des hormones.
À partir du 1er janvier 1989, la Communauté économique européenne interdit l'utilisation de six hormones de croissance (trois naturelles : l'estradiol, la progestérone, la testostérone et 3 dérivées : la zeranol, l'acétate de melengestrol et l'acétate de trenbolone pour la production de viande bovine, pour une durée de 5 ans. Cette mesure interdit de fait l'importation de viandes bovines venant de pays utilisant de tels produits dont notamment le États-Unis, le Canada, l'Argentine, l'Australie et la Nouvelle-Zélande.
En juillet 1995, le Codex Alimentarius autorise l'utilisation des hormones de croissance, à la suite d'un vote, procédure rare, vote qui a été serré, avec 33 pour, 29 contre et 7 abstentions. Et en décembre 1995, une conférence de 80 scientifiques menée par l'OMC valide à son tour cette observation,.
En 1996, les États-Unis portent plainte devant l'Organe de règlement des différends de l'OMC concernant ces interdictions. Les règles de l'OMC permettent de telles interdictions, mais seulement lorsqu'un signataire présente des preuves scientifiques valables que l'interdiction est une mesure de santé et de sécurité, or aucune preuve scientifique n'a été apportée montrant un effet nocif sur la santé. C'est le premier conflit commercial concernant l'accord sur l'application des mesures sanitaires et phytosanitaires, traité par l'Organe de règlement des différends depuis sa mise en place.
En 1997 et en 1998 en appel, l'Organe de règlement des différends de l'OMC s'est prononcé contre l'Union européenne, mais les européens refusent toujours l'importation.
En 1999, les États-Unis demandent à l'Organe de règlement des différends de mettre en place des mesures de rétorsions, avant de mettre des barrières douanières sur l'importation de plusieurs produits agricoles européens, visant particulièrement des produits agricoles comme le fromage roquefort, le chocolat, la moutarde ou encore les truffes,,. Ces mesures de rétorsions par les États-Unis et le Canada concernent un montant respectivement de 116,8 millions de dollars américains et 11,3 millions de dollars canadiens par an. En août 1999, pour protester contre ces mesures de rétorsions, des militants de la confédération paysanne démontent un McDonald's à Millau, action très médiatisée.
Cette interdiction a été modifiée en 2003 pour interdire définitivement une hormone - l'œstradiol-17β - tout en interdisant provisoirement l'utilisation des cinq autres.
En octobre 2008, l'Organe de règlement des différends de l'OMC donne raison aux États-Unis et le Canada concernant la légalité de mesures de rétorsions qu'ils ont pris,.
En mai 2009, un accord est signé entre l'UE et les États-Unis, permettant l'importation de 20 000 tonnes de viande bovine non traité aux hormones venant des États-Unis, contre la suspensions des sanctions américaines décidées en janvier 2009 et devant être mise en place en mai 2009. Avant cet accord, les États-Unis avait un quota d'importation de 11 500 tonnes de viande bovine, qu'ils n'utilisaient que partiellement.
En 2011, un complément de l'accord précédent est signé entre l'UE, les États-Unis et le Canada, permettant l'importation de 25 000 tonnes de viande bovine venant des États-Unis et de 3 200 tonnes venant du Canada, si elles ne sont pas aux hormones et, en contrepartie, les sanctions américaines et canadiennes sont levées définitivement. Le désaccord sur l'utilisation de l'acide lactique sur les carcasses restant en suspens,.
En juin 2019, le quota d'importation de viande américaine n'ayant pas de traitement aux hormones augmente à 35 000 tonnes à la suite d'un accord entre les États-Unis et l'Union européenne.